# 통합 커뮤니케이션
통합 커뮤니케이션(Unified communications, UC)은 전화, 팩스(fax), 이메일(e-mail), 핸드폰, 메신저, 영상통화, 음성메일 등 기업 내 다양한 커뮤니케이션 도구를 단일한 플랫폼을 통해 제공하는 것을 말한다.

## 정의
가트너는 "개인, 그룹, 조직 간의 생산성을 향상시키는 도구로서 기업의 다양한 통신수단을 사용, 관리, 통합, 제어하는 것을 가능하게 하는 것"으로 정의하고 있으며, IP 전화, 통합 메시징, 이메일, 음성 영상 웹 컨퍼런싱, 인스턴트 메시지 등을 UC 핵심 제품 및 기술로 분류하고 있다.
IDC는 "유무선 상의 다양한 디바이스에서 IP 전화 음성통화 및 관리, 웹 오디오 비디오 컨퍼런싱, 인스턴트 메시징 등을 지원해 신속한 커뮤니케이션과 의사결정을 지원하는 SW 솔루션 플랫폼"으로 정의하고 있다.

## 같이 보기
- 원격현장감
- 통합 메시징